# 稲荷神社 (小平市上水南町)
稲荷神社（いなりじんじゃ）は、東京都小平市の神社。

## 歴史
1736年（元文元年）に創建された。当地は、かつて「野中新田」と呼ばれており、享保年間（1716年 - 1736年）には村役人も置かれるようになった。そして次の元号である1736年（元文元年）に倉稲魂命を勧請したものである。
1871年（明治4年）、近代社格制度に基づく「村社」に列せられた。

## 交通アクセス
- 路線バス桜堤停留所より徒歩3分。